# 日勝生活科技
日勝生活科技，簡稱日勝生，是一家臺灣建設公司，由林榮顯與其妻游婉英、胞兄林榮煥於1982年設立。1982年公司設立之初名為日堡興業有限公司，1995年更名為日勝建設股份有限公司並辦理公開發行，2000年變更為現名並於12月公開掛牌上市。
該公司早期以投資興建集合住宅為主，後涉足台北捷運等交通設施的聯合開發案，如捷運永春站1號出口共構建築（案名：E.A.T.時尚館）及5號出口共構建築（案名：E.A.T.國際館）、交九用地共構建築（案名：「京站」）及小碧潭機廠聯合開發案（案名：「美河市」）外，並參與由內政部營建署主辦的「板橋浮洲合宜住宅」等建案打開知名度。現除了興建住宅之外，並轉投資百貨商場和旅館等事業。

## 旗下事業
- 營造事業：泰誠發展營造
- 購物商場事業：京站實業（京站時尚廣場）
- 轉運站事業：萬達通實業（負責台北轉運站的營運）
- 汙水處理事業：日鼎水務股份有限公司(負責桃園地區汙水下水道BOT案)[2]
- 休閒旅館事業：
  - 日勝生加賀屋國際溫泉飯店
  - 新秀閣大飯店
- 物管資管事業：京陽公寓大廈管理維護
- 公益事業：日勝文教基金會

## 發展歷程及爭議事件
- 1980年：公司創立之初名為日堡興業股份有限公司。
- 1995年：更名為日勝建設股份有限公司，並辦理公開發行。
- 2000年：變更為現名，並於12月公開掛牌上市。
- 2001年：與臺北市政府簽訂臺北捷運新店機廠開發計畫，即是後來著名的建案「美河市」，於2013年完工交屋，但事後被認為有圖利廠商之嫌，還因此有官員吃上官司，而申請仲裁，仲裁結果是日勝生必須給付給北市府33.5億元，日勝生願意認賠接受仲裁結果，因此糾纏四年多的波折終告結束[3]。
- 2004年：與台北市府簽訂交九用地BOT案，於2009年完工啟用，即是現在的君品酒店、台北轉運站及京站百貨。
- 2005年：臺北捷運板南線永春捷運站1號出口共構大樓完工，即是目前的「E.A.T時尚館」。
- 2006年：板南線永春站5號出口共構大樓落成，即是目前的「E.A.T國際館」。
- 2007年：與台北市政府簽訂台北捷運板南線南港機廠開發案，但於2016年9月台北市府決定賠2.4億新台幣與日勝生解約。
- 2009年：與台北市府簽訂捷運新蘆線大橋頭站聯合開發案，但因為美河市弊案，而被延宕至2015年9月才准予動工[4]。
- 2010年：年取得內政部營建署浮洲合宜住宅招標案，但在2015年交屋時，被爆出施工品質問題堪慮，而要補強的情形，導致原承購戶組自救會提出控訴[5][6]。
- 2011年：台北捷運文湖線木柵站共構建案「信義18」完工交屋，但因為利益分配不攏，但北市府不滿意利益分配的結果，而與日勝生發生官司爭議。
- 2016年：公司認賠美河市共構開發案，接受仲裁結果[7]。
- 2016年：浮洲合宜住宅一樓承購戶無法退屋，承購戶提告日勝生。[8]。
- 2017年：浮洲合宜宅求償案(一樓A2及A6區14戶)，新北地院1月18日一審宣判，日勝生需退還浮洲合宜住宅，一樓A2及A6區14位承購戶的購屋款加計違約金共1.55億元。
- 2017年：浮洲合宜宅求償案(一樓A2、A3及A6區另外10戶)，新北地院11月24日一審宣判，日勝生需退還浮洲合宜住宅，一樓A2、A3及A6區另外10位承購戶的購屋款加計違約金共1.015億元。

## 爭議
- 美河市爭議
- 新店機廠聯合開發爭議

## 外部連結
- 维基共享资源上的相關多媒體資源：日勝生活科技
- （繁體中文） 日勝生活科技 （页面存档备份，存于）
- （繁體中文） 台灣公司資料